# Tathorhynchus camerounica
Tathorhynchus camerounica is een vlinder uit de familie uilen (Noctuidae). De wetenschappelijke naam van deze soort is voor het eerst geldig gepubliceerd in 1980 door Hayes.
De soort komt voor in tropisch Afrika.